# Каложицы (посёлок)
Кало́жицы — посёлок в Большеврудском сельском поселении Волосовского района Ленинградской области.

## История
На карте Ингерманландии А. И. Бергенгейма, составленной по шведским материалам 1676 года, на месте посёлка Каложицы обозначены две смежные мызы Lillienhagen и Lillienberg.
На шведской «Генеральной карте провинции Ингерманландии» 1704 года — также под названием Lillienhagen и Lillienberg.
На «Топографической карте частей Санкт-Петербургской и Выборгской губерний» 1860 года на месте посёлка Каложицы обозначена одна безымянная мыза.
В 1900 году, согласно «Памятной книжке Санкт-Петербургской губернии», мыза Каложицы площадью 1548 десятин принадлежала барону Феофилу Константиновичу Штакельбергу.
Согласно данным переписи населения СССР 1926 года в посёлке совхоза Коложицы Коложицкого сельсовета Молосковицкой волости Кингисеппского уезда проживали 127 человек, большинство эстонцы, а также русские, поляки и латгальцы.
- Посёлок совхоза «Коложицы». 1938 год

Согласно топографической карте РККА 1938 года в посёлке животноводческого совхоза Коложицы находилась пильная мельница и церковь.
По данным 1966 года поселение имело наименование усадьба Каложицы.
По данным 1973 года посёлок назывался Каложицы и входил в состав Каложицкого сельсовета, административным центром которого являлась деревня Хотыницы.
По данным 1990 года в посёлке Каложицы проживали 766 человек. Посёлок являлся административным центром Каложицкого сельсовета в который входили 10 населённых пунктов: деревни Большие Озертицы, Загорицы, Каложицы, Молосковицы, Озертицы, Ушевицы, Хотыницы, Хревицы; посёлки Каложицы и Молосковицы, общей численностью населения 1702 человека.
В 1997 году в посёлке проживали 640 человек, в 2002 году — 698 человек (русские — 89 %), в 2007 году — 592.
В мае 2019 года посёлок вошёл в состав Большеврудского сельского поселения.

## География
Посёлок Каложицы расположен в западной части района на автодороге 41А-002 (Гатчина — Ополье), в месте примыкания к ней автодороги 41К-192 (Хотыницы — Каложицы).
Расстояние до районного центра — 25 км.
Расстояние до ближайшей железнодорожной станции Молосковицы — 2 км.

## Демография
| 1862 | 2002 | 2007 | 2010 | 2017 |
| ---- | ---- | ---- | ---- | ---- |
| 8    | ↗698 | ↘592 | ↗664 | ↗808 |

### Национальный состав
Согласно данным Всероссийской переписи населения 2021 года в посёлке проживали 610 человек, из них:
 русские — 550, украинцы — 19, таджики — 11, башкиры — 4, белорусы — 3, молдаване — 2, эстонцы — 2, азербайджанцы — 1, вепсы — 1, латыши — 1, немцы — 1, удмурты — 1, узбеки — 1, чуваши — 1 человек, остальные национальность не указали.

## Экономика
В посёлке имеется опытно-производственное хозяйство, специализируется на картофеле.

## Известные жители
После Великой Отечественной войны в посёлке Каложицы в совхозе работал бригадиром электриков Герой Советского Союза Т. И. Морозов.

## Прочее
В апреле 2001 года в посёлке был открыт детский дом на 40 воспитанников.

## Фото
- Амбары из булыжника в Каложицах. 2011 год

## Улицы
Клубная, Полумызок, Роща, Центральная.